# Stroheim
Stroheim is een gemeente in de Oostenrijkse deelstaat Opper-Oostenrijk, gelegen in het district Eferding (EF). De gemeente heeft ongeveer 1600 inwoners.

## Geografie
Stroheim heeft een oppervlakte van 29 km². Het ligt in het middennoorden van het land. De Duitse grens is niet ver weg.
Alkoven · Aschach an der Donau · Eferding · Fraham · Haibach ob der Donau · Hartkirchen · Hinzenbach · Prambachkirchen · Pupping · Scharten · Sankt Marienkirchen an der Polsenz · Stroheim
- Gemeinsame Normdatei: 4699506-7
- Virtual International Authority File: 246972976
- WorldCat: E39PBJdMb4jmb9ydrbYbPkc773